# كلينت ميلر
كلينت ميلر (بالإنجليزية: Clint Miller)‏ هو موسيقي أمريكي، ولد في 24 مايو 1939.